# David Gudmundsson
Bengt David Anders Gudmundsson, född 1979 i Linköping, är en svensk kyrkohistoriker.
Uppväxt i Helsingborg, värnpliktstjänstgöring vid A3 i Hässleholm och studier i historia och religionsvetenskap i Lund. Antogs 2009 som doktorand i kyrkohistoria, med professor Anders Jarlert som handledare, och disputerade 2014 för teologie doktorsexamen på avhandlingen Konfessionell krigsmakt. Predikan och bön i den svenska armén 1611–1721. För avhandlingen belönades han med Kungl. Vitterhetsakademiens pris för förtjänt vetenskapligt arbete.
Mellan 2015 och 2018 tjänstgjorde Gudmundsson som lektor i religionsvetenskap vid Högskolan i Jönköping. Han är sedan 2018 lektor i religionsdidaktik vid Centrum för teologi och religionsvetenskap vid Lunds universitet. 2018 antogs han som oavlönad docent i kyrkohistoria vid teologiska fakulteten i Lund. 2017-2022 ingick han i redaktionen för Kyrkohistorisk årsskrift. Gudmundsson valdes 2020 in som ledamot av Vetenskapssocieteten i Lund. Sedan 2023 är han föreståndare för Lunds universitets kyrkohistoriska arkiv (LUKA).  

## Utmärkelser och ledamotskap
- Ledamot av Vetenskapssocieteten i Lund (LVSL, 2020).[2]
- Ledamot av Svenska militärhistoriska kommissionen (2016).